# Xã Lynch, Quận Boyd, Nebraska
Xã Lynch (tiếng Anh: Lynch Township) là một xã thuộc quận Boyd, tiểu bang Nebraska, Hoa Kỳ. Năm 2010, dân số của xã này là 303 người.